# Aluminium

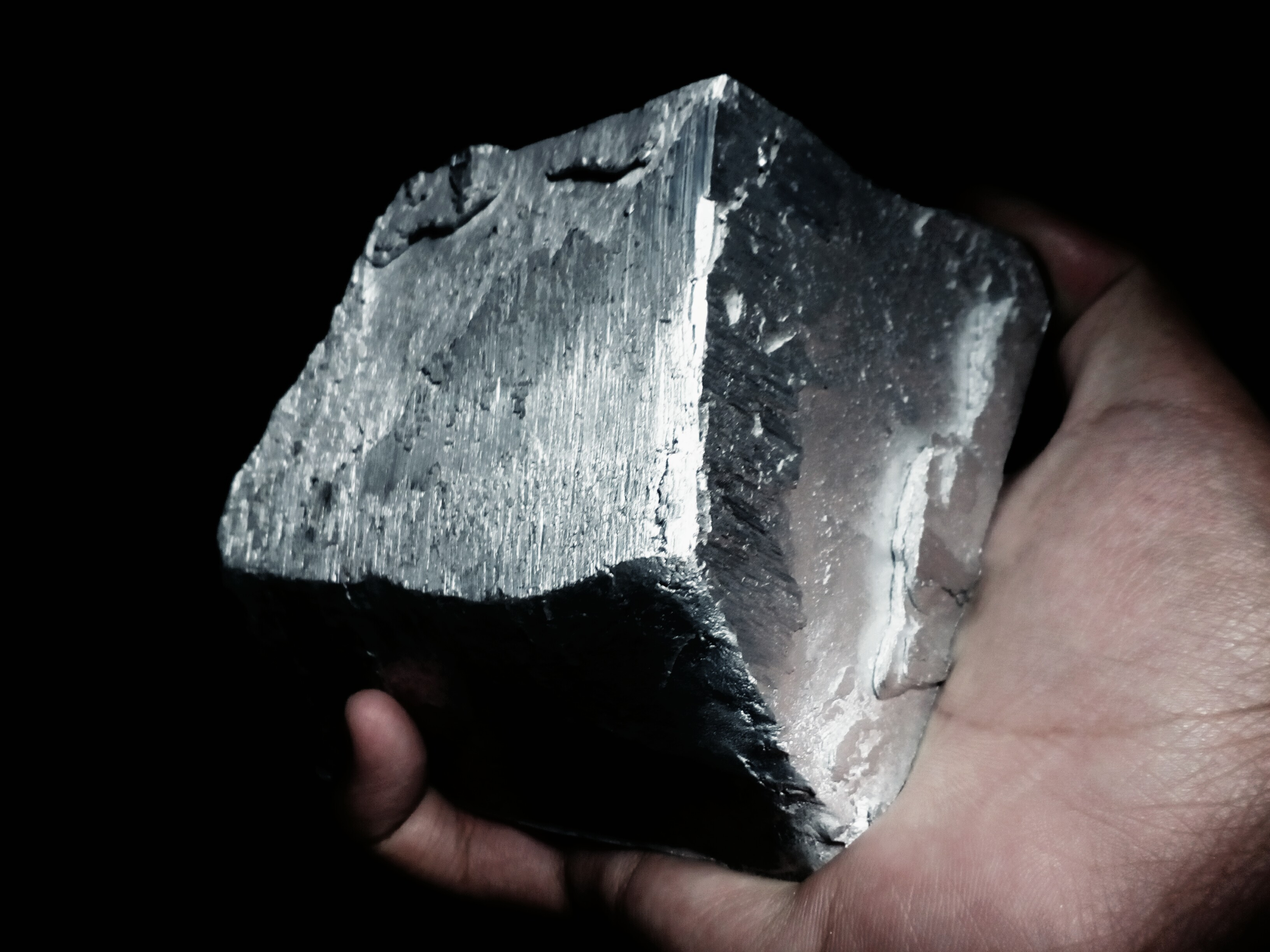
Aluminium

Aluminium – glin o czystości technicznej, zawierający różne ilości zanieczyszczeń, zależnie od metody otrzymywania. W wyniku rafinacji elektrolitycznej otrzymuje się aluminium zawierające 99,950–99,955% Al. Aluminium hutnicze, otrzymywane przez elektrolizę tlenku glinu w stopionym kriolicie, zawiera 99,0–99,8% Al.
Nazwą systematyczną pierwiastka chemicznego (Al, łac. aluminium) jest „glin”. Według niektórych źródeł oraz w mowie potocznej termin „aluminium” odnosi się również do pierwiastka chemicznego (glinu, Al).

## Technologia wytwarzania
Aluminium głównie pozyskuje się z boksytu. Urobek z kopalni trafia do zakładu wzbogacania, w którym boksyt przetwarza się w tlenek glinu. Pierwszymi operacjami są:
- rozdrobnienie rudy do konsystencji piasku w młynie kulowym,
- ekstrakcja tlenku glinu w trakcie procesu Bayera, w którym zmielony boksyt miesza się z wapnem palonym i wodorotlenkiem sodu.

Produkt umieszcza się w ciśnieniowych zbiornikach i podgrzewa się do 240 °C, w efekcie czego powstaje glinian sodu.
Po odseparowaniu nierozpuszczalnych zanieczyszczeń od glinianu sodu w zbiornikach grawitacyjnych przeprowadza się hydrolizę. W obecności zarodków krystalizacji wytrąca się wodorotlenek glinu, który w procesie kalcynacji przeprowadza się w tlenek glinu.
W elektrolitycznym procesie Halla-Heroulta tlenek glinu zostaje przetworzony w wolny metal w wyniku:
- rozpuszczenia tlenku glinu w elektrolicie, którym jest stopiony kriolit o temperaturze ponad 900 °C,
- zanurzenia grafitowej anody do wanny i prowadzenia elektrolizy prądem o natężeniu setek tysięcy amperów[5].

Powstający metal opada na dno wanny w postaci płynnej i jest sukcesywnie usuwany.

## Historia wytwarzania
Pierwsza europejska huta aluminium powstała w okolicy wodospadu Rheinfall, przy czym ostatecznie wodospad nie został źródłem energii.